# Macaca ochreata
Macaca ochreata är en däggdjursart som först beskrevs av Ogilby 1841.  Macaca ochreata ingår i släktet makaker, och familjen markattartade apor.
Inga underarter finns listade i Catalogue of Life. Wilson & Reeder (2005) skiljer mellan 2 underarter.

## Utseende
Arten har en svartbrun päls på bålen, överarmen och låren samt grå päls på underarmen och underbenet. Svansen är bara en liten stubbe. Hanar är med en vikt av cirka 10 kg tydlig större än honor som når ungefär 6 kg. I sina kindpåsar kan Macaca ochreata bära födan. Hanar når en kroppslängd av cirka 59 cm (huvud och bål) och honor blir ungefär 50 cm långa. Svanslängden är för båda kön upp till 4 cm.

## Utbredning och habitat
Denna makak förekommer på sydöstra Sulawesi och på några mindre öar i samma region. Den vistas i låglandet och i upp till 800 meter höga områden. Regionen är täckt av tropisk regnskog.

## Ekologi
Individerna är aktiva på dagen. De klättrar i växtligheten eller går på marken. Födan utgörs främst av frukter som kompletteras med andra växtdelar som blad och örter samt med insekter och andra ryggradslösa djur. Macaca ochreata äter även majs och grönsaker från odlade områden.
En flock består av några vuxna hanar och honor samt deras ungar. Inom flocken etableras en hierarki beroende på släktskapet till den äldsta honan. Honor får vanligen en unge per kull. Hanar som blir könsmogna måste lämna flocken medan honor får stanna.

## Bevarandestatus
Skogarnas omvandling till odlingsmark och till samhällen hotar beståndet. Dessutom etablerades några små illegala guldgruvor i artens utbredningsområde. Flera exemplar dödas med gift när de besöker odlade regioner. IUCN befarar att hela populationen minskar med lite över 30 procent under de kommande 40 åren (tre generationer räknad från 2008). Macaca ochreata kategoriseras globalt som sårbar.